# Winter fall
«winter fall» es el octavo sencillo de la banda japonesa L'Arc~en~Ciel, el primero con el que consiguen un puesto número #1 en las listas del Oricon Style Single Weekly Chart. La canción que le da nombre, fue el tema central del dorama Chicago Hope 2, además otros artistas han interpretado esta canción de manera oficial como Satomi, Nami Tamaki y Laica Breeze. Hyde comentó en un programa de radio que utilizó a una profesora de su infancia que le gustaba como inspiración para escribir la letra del lado b metropolis.
En 2006 los primeros 15 sencillos de la banda fueron reeditados en formato de 12cm y no el de 8cm original. 

## Lista de canciones
| N.º | Título                           | Letras | Música | Duración |  |
| 1.  | «winter fall»                    | Hyde   | Ken    |          |  |
| 2.  | «metropolis»                     | Hyde   | Ken    |          |  |
| 3.  | «winter fall (hydeless version)» |        | Ken    |          |  |